# Nak
Nak je vesnice v Maďarsku v župě Tolna, spadající pod okres Dombóvár. Nachází se asi 11 km severozápadně od Dombóváru a asi 140 km jihozápadně od Budapešti. V roce 2015 zde žilo 594 obyvatel. Dle údajů z roku 2011 tvoří 80,1 % obyvatelstva Maďaři, 7 % Romové, 2,2 % Němci a 0,2 % Rumuni.
Sousedními vesnicemi jsou Attala, Gölle, Kapospula a Lápafő.